# Sadie Bjornsen
Sadie Maubet Bjornsen (Omak, 21 de noviembre de 1989) es una deportista estadounidense que compitió en esquí de fondo.
Ganó una medalla de bronce en el Campeonato Mundial de Esquí Nórdico de 2019, en la prueba de velocidad por equipo. Participó en dos Juegos Olímpicos de Invierno, en los años 2014 y 2018, ocupando el quinto lugar en Pyeongchang 2018, en la prueba por relevos.

## Palmarés internacional
| Campeonato Mundial | Campeonato Mundial | Campeonato Mundial | Campeonato Mundial   |
| Año                | Lugar              | Medalla            | Prueba               |
| ------------------ | ------------------ | ------------------ | -------------------- |
| 2017               | Lahti (Finlandia)  | Medalla de bronce  | Velocidad por equipo |